# Laplatasaurus araukanicus
Laplatasaurus araukanicus es la única especie conocida del género extinto Laplatasaurus es un género de dinosaurio saurópodo titanosauriano, que vivió a finales del período Cretácico, hace aproximadamente entre 75 millones de años, en el Campaniense, en lo que hoy es Sudamérica.

## Descripción
Huene asignó esos fósiles a Laplatasaurus que parecía indicar un saurópodo bastante grande pero al mismo tiempo elegantemente construido.  Laplatasaurus medía aproximadamente 18 metros de largo, teniendo un peso estimado de 30 toneladas. La tibia y la fíbula son características, siendo gráciles y delgadas rasgos que los distinguen claramente de los de Titanosaurus y parcialmente de Antarctosaurus.  Estos son un 50 por ciento más grande que las de Saltasaurus. Sin embargo, el peroné de Laplatasaurus es absolutamente distinto del de Antarctosaurus en el proceso anterolateral, como fue descrito por Huene, formado por dos cantos con rugosidades óseas distintas, mientras que el de Antarctosaurus tiene solamente un canto formado por dos rugosidades óseas. El omóplato de Laplatasaurus es claramente diferente al de Titanosaurus, y en menor grado al de Antarctosaurus. El húmero, con su extremo distal poco ampliado, es visiblemente distinto al de Titanosaurus,  Antarctosaurus y de Argyrosaurus. La importancia de los especímenes es que representa el primer informe de la armadura en un saurópodo. Los osteodermos que forman un revestimiento blindado en la parte posterior se han referido a Laplatasaurus, pero la asociación es incierta. Estas placas tenían crestas mucho más pequeñas que las de Saltasaurus.

## Descubrimiento e investigación
El género fue nombrado en 1927 por Friedrich von Huene, pero sin una descripción, por lo que siguió siendo un nomen nudum. Este género fue descrito por Friedrich von Huene en 1929. No se encontró ningún material del cráneo, sólo dos vértebras presacrales y veinte caudales, diez de ellas articuladas, material de los miembros y de la cintura escapular, así como un poco de material juvenil para ir con los miembros. El nombre genérico se refiere a La Plata. El nombre específico se deriva de los araucanos o mapuche. Por accidente, Huene en 1929 también mencionó un "Laplatasaurus wichmannianus", pero ese fue un lapsus calami para Antarctosaurus wichmannianus. Sin embargo, en 1933, él y Charles Alfred Matley cambiaron el nombre de Titanosaurus madagascariensis a Laplatasaurus madagascariensis. Esta última especie hoy se conoce comúnmente como el Titanosaurus original.
Según Huene, Laplatasaurus, se basó en material fragmentario encontrado en tres ubicaciones en Argentina, en estratos de la Formación Allen, que datan de la etapa de la fauna de Campaniense. Consistía en elementos de las extremidades, algunas vértebras dorsales y una serie de vértebras caudales. Richard Lydekker había remitido parte de los hallazgos a Titanosaurus australis. Huene nunca asignó un holotipo, J. F. Bonaparte y Zulma Gasparini en 1979 seleccionaron una tibia y un peroné como el tipo de L. araukanicus. Los ejemplares del MLP 26-306 una tibia derecha, C.S. 1128 y una fíbula derecha C.S. 1127 ilustrados por Huene fueron los elegidos. Las iniciales C.S. corresponden a Cinco Saltos, localidad de la Provincia del Río Negro, Patagonia Argentina, identificación con el que figuraba en el trabajo de Huene. Aparte de estos numerosos ejemplares fueron encontrados, en especial de la misma localización y en el Rancho de Ávila en Los Alamitos, Río Negro. Huene asignó a este material que Lydekker en 1893 había referido a Titanosaurus australis, este pertenece al Grupo Neuquén. El material de Huene de Cinco Saltos, puede ser de la Formación Río Colorado o de la Formación Allen, ambas del Grupo Neuquén. También se encontró material en la vecina localidad de General Roca, en Los Alamitos y en el banco derecho del Río Neuquén todos perteneciente a la Formación Río Colorado. Siendo el último posiblemente del Miembro Bajo la Carpa de dicha formación. Además de material de la Formación Ascencio, Palmitas, Uruguay.

## Clasificación
En base de las diferencias conocidas con otros dinosaurios contemporáneos Bonaparte y Gasparini argumentan a favor de la validez de este género y especie. Sin embargo aclaran que un problema difícil a resolver, con tantos descubrimientos pero sin tener un material asociado suficientemente completo, es difícil saber si la totalidad de material asignada a L. araukanicus corresponden al mismo género y especie, o si corresponde a las formas no conocidas en el presente. En general, el género y la especie son sostenidos sobre todo por los caracteres del lectotipo.
El género Laplatasaurus fue asignado por Powell en 2003, como un sinónimo del género Titanosaurus, siendo más tarde revalidado por Upchurch et al. en el 2004 y por Salgado y Coria en el 2005. Otras especies que se habían asignado al género incluían a "L. madagascariensis" asignado a Titanosaurus madagascariensis y "L. wichmannianus" hoy considerado Antarctosaurus wichmannianus. Una nueva evaluación de 2015 de Laplatasaurus encontró que estaba estrechamente relacionado con Bonitasaura, Futalognkosaurus, Mendozasaurus y Uberabatitan. El género se restringió al lectotipo, y el material del Rancho de Ávila se asignó a cf. Bonitasaura sp.